# Cantonul Corbie
Cantonul Corbie este un canton din arondismentul Amiens, departamentul Somme, regiunea Picardia, Franța.

## Comune
- Aubigny
- Baizieux
- Bonnay
- Bresle
- Bussy-lès-Daours
- Corbie (Korbie) (reședință)
- Daours (Dors)
- Fouilloy
- Franvillers
- Le Hamel
- Hamelet
- Heilly
- Hénencourt
- Lahoussoye
- Lamotte-Brebière
- Lamotte-Warfusée
- Marcelcave
- Ribemont-sur-Ancre
- Vaire-sous-Corbie
- Vaux-sur-Somme
- Vecquemont
- Villers-Bretonneux
- Warloy-Baillon